# Pomadasys aheneus
Pomadasys aheneus es una especie de peces de la familia Haemulidae en el orden de los Perciformes.

## Morfología
• Los machos pueden llegar alcanzar los 27 cm de longitud total.

## Distribución geográfica
Se encuentra al sur de Omán.